# Мартон Епел
Мартон Епел (мађ. Eppel Márton; Будимпешта, 20. новембар 1991 –) је бивши мађарски фудбалер који је играо на позицији нападача. Био је најбољи стрелац мађарског фудбалског првенства у сезони  2016/17.

## Клупска каријера
Дана 26. априла 2009. Епел је одиграо своју прву званичну утакмицу у каријери: у утакмици мађарског првенства против Њиређхазе, провео је 72 минута на терену у дресу МТК-а.
У августу 2011. Епел је потписао уговор са холандским НЕК-ом.
Уу будимпештански клуб Хонвед је прешао 2016. године. У мају 2017. Хонвед је први пут после 24 године постао шампион Мађарске, а победнички и једини гол у последњем одлучујућем 33. колу против гпретендента за титули, Видеотона постигао је Мартон Епел, који је постао и најбољи стрелац шампионата (16. голова).
Дана 2. јула 2018. потписао је уговор по шеми (1,5+1) са казахстанским клубом Каират. У квалификацијама за Лигу Европе 12. јула обележио је сусрет головима у Андори против локалног клуба Енгорданија (3 : 0), а на узвратној домаћој утакмици постигао је четири гола у победи од 7 : 1. Постигао је још један гол против чешке Сигме (2 : 1, 0 : 2), и тиме је постигао просек од шест голова у шест утакмица, али је тим на крају ипак испао са турнира. Успео је да одигра 13 утакмица на шампионату, постигао три гола и са тимом постао освајач сребрне медаље и победник Купа Казахстана, иако страни играчи нису играли у Купу.
2019. године постигао је први хет-трик у сезони у  казахстанској Премијер лиги, постигавши три гола против Кајсара из Кизилорде (5 : 1) 14. јула, у 18. колу..

## Репрезентација
Мартон Епел је 5. јуна 2017. године у утакмици против Русије дебитовао за репрезентацију Мађарске. У овој утакмици је на своју жалост успео само да постигне аутогол у поразу Мађарске од 3 : 0...

## Остварења

### Клуб
Хонвед
- НБ I:  
  - шампион: 2016/17.[7]

Каират
- Куп Казахстана (1): 2018.[8]
- Премијер лига Казахстана у фудбалу (2):
  - 2. место: 2018, 2019.
- Суперкуп Казахстана, финалиста (1): 2019.

Диошђер
- НБ II:
  - шампион: 2022/23.

### Индивидуално
- Најбољи стрелац Мађарске лиге: (1): 2016/17. (16. голова)